# Noel Jules Girard
Noel Jules Girard, fue un escultor y pintor francés, ganador en 1842, de un tercer premio de Roma de la Academia Francesa.

## Datos biográficos
Nació en París el 22 de agosto de 1816.
Fue admitido en la Escuela de Bellas Artes el 2 de octubre de 1837. En el año 1842, participó en el prestigioso Premio de Roma, obteniendo una 3ª posición en el concurso, por detrás de  Pierre Louis Cavelier (1º) ,  René Ambroise Maréchal (2º) y Mathurin Moreau (2º). Como alumno de la Escuela de Pintura y Escultura de París, asistió a los talleres de David d'Angers y posteriormente de Louis Petitot.·
Participó de nuevo en el concurso para el Premio de Roma en 1845, pero no lo obtuvo, ganándolo su compañero en la escuela Eugène Guillaume que era seis años más joven que Girard.
Debutó en el Salón de París de 1849, con un bajorrelieve en terracota.
Medalla de plata en el Salón de 1852.
Mención del jurado en el Salón de 1855

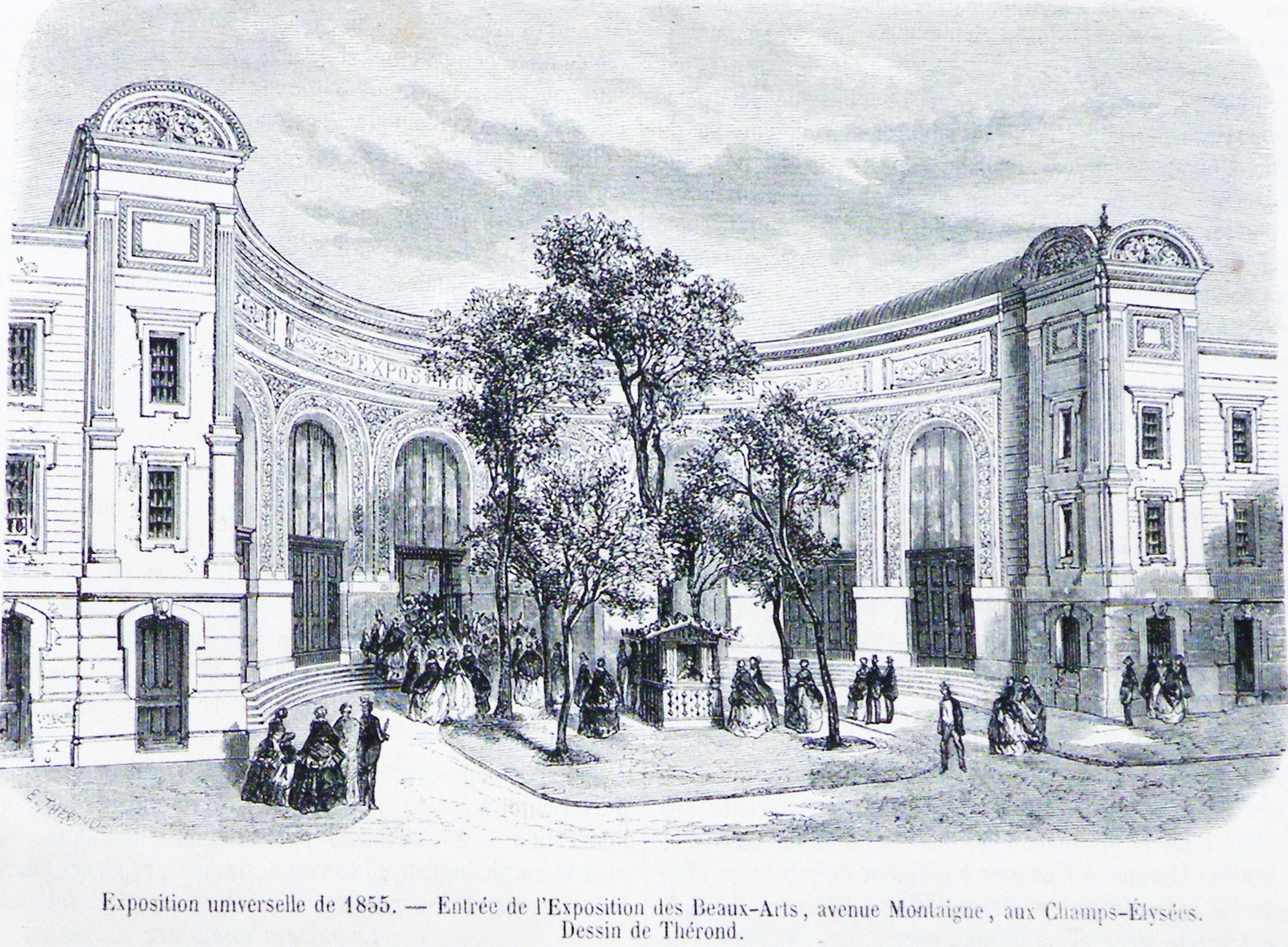
Pabellón de Bellas Artes de la Exposición Universal de París de 1855. Fue la primera vez en que se presentó un pabellón exclusivo para las Bellas Artes en una exposición de este tipo. Se presentaron dos esculturas de NJ Girard

Participó en la Exposición Universal de París  de 1855 con las esculturas : Vendargeur forlant le raisin, y la Ifigenia sacrificada
Durante su vida trabajó en la decoración escultórica de edificios, entre ellos destaca los trabajos realizados para la ópera Garnier y para la capilla del hospital Lariboisière. 
Para la decoración escultórica del Louvre, preparó al menos dos figuras: La Astronomía y La Rochefoucauld cuyos modelos fueron expuestos en el Salón de 1857.
Fue también el autor del modelado de diferentes medallones de retrato , expuestos en los salones de la segunda mitad del siglo XIX en París.
Falleció a los 70 años en 1886.

## Obras

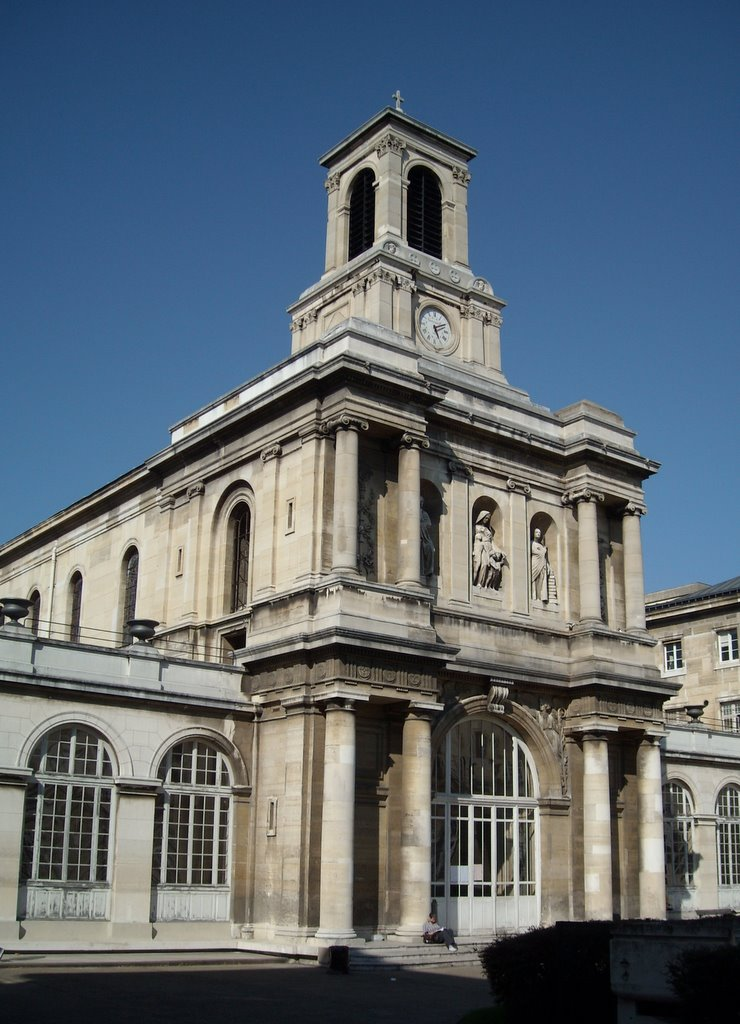
Fachada de la Capilla del Hospital Lariboisière

Entre las mejores y más conocidas obras de Noel Jules Girard se incluyen las siguientes:
- Esculturas de la capilla del Hospital Lariboisière de París. Tres figuras en el pórtico: Fe, Esperanza y Caridad. 48°52′59.2″N 2°21′10″E / 48.883111, 2.35278

- La Comedia y el Drama,[6] obra de 1865. El modelo en yeso se conserva en el Museo de Orsay. Se trata de una obra preparatoria para el frontón en piedra de la fachada lateral este de la Ópera Garnier de París (talla realizada entre 1866 y 1867);[7] el modelo en yeso a escala 1/2 fue expuesto en el Salón de 1868.
- Vendimiador cogiendo las pasas - Vendargeur forlant le raisin, 1852, estatua en bronce adquirida por el estado,[5] admitida en la Exposición Universal  de 1855.
- Busto del barón Dubois, 1853, para la escuela de medicina.[5]
- Ifigenia sacrificada (del francés: Iphigénie sacrifiée), admitida en la Exposición Universal  de 1855;[5] se trata de la estatua de una joven, en mármol blanco. Conjunto monumental formado por la figura tallada y relieves. Actualmente se encuentra instalada en el parque de La Cloche, Avenida del Aeródromo en Orly[8]·[9]
- La Astronomía, decoración escultórica del Louvre, modelo expuesto en el Salón de 1857.[5]·[10]
- La Rochefoucauld (1613-1680), figura retrato de François VI La Rochefoucault (1613-1680), hombre de letras; decoración escultórica del ala Turgot en el Louvre, modelo expuesto en el Salón de 1857.[5]

También es el autor de pinturas y acuarelas.